# Скіп (керлінг)
Скіп — капітан команди при грі в керлінг, який визначає її стратегію. Скіп тримає швабру, вказуючи, куди повинен цілитися гравець своїм каменем. Коли камінь метає скіп, цю функцію виконує його помічник, здебільшого третій, іноді другий. Скіп зазвичай метає два останні камені в енді, хоча деякі команди змінюють цей порядок.
Скіп нечасто тре лід, окрім ділянки в домі, за лінією. Коли камені метає команда-супротивник, скіп повинен залишатися за зоною гри, але може терти лід за лінією дому, якщо туди потрапив камінь. За міжнародними правилами, скіп — єдиний гравець, що має таке право.
| Керлінг | Це незавершена стаття про керлінг. Ви можете допомогти проєкту, виправивши або дописавши її. |